# 黄克
黄克（1956年11月—），男，壮族，广西东兰人，中华人民共和国政治人物，二级大法官。中央党校研究生院马克思主义哲学专业毕业。

## 生平
1976年12月参加工作。1976年12月加入中国共产党。
2008年2月，任中共崇左市委副书记、崇左市人民政府市长。2013年，当选第十二届全国人民代表大会广西地区代表。2013年2月，任中共崇左市委书记，3月当选崇左市人大常委会主任。2016年1月，当选广西壮族自治区高级人民法院院长。